# Düggeler
Düggeler (auch Dugeler) ist ein wüst gefallener Ort bei Brilon.
Der Ort lag an der Düggeler Bieke zwischen dem Osterhof und den Zwölf Eichen westlich der Möhne. Der wohl nicht kleine Ort lag unweit von Wülfte. Einzelne Nebenhöfe und Häuser sollen um den Ort herum gelegen haben, im Nordwesten bis zum Brummerhagen.  Erzbischof Albrecht von Magdeburg verlehnte den Haupthof 1413 an Hermann von Hoyeshausen, dieser verlehnte ihn 1413 mit allen Höfen zwischen Düggeler Scharfenberg und Alme weiter an Joh. von Scharfenberg. Im Ort befanden sich eine Kirche und ein Friedhof. Im Mittelalter stand hier möglicherweise eine Kapelle, die auch von den Bewohnern von Wülfte besucht wurde. Die Namen der Briloner Ratsfamilien Stölleken, Stöllenbieke und Rodenberg, die schon früh in Brilon vorkommen, weisen auf die Düggeler Mark, sie haben ihren Ursprung daher vermutlich in Düggeler.
Johann Suibert Seibertz berichtet von Streitereien von 1527 bis 1583 zwischen Brilon und Scharfenberg. Brilon hatte Bürger der Wüstung Düggeler aufgenommen und so die Berechtigung an Feld und Wald dieser Neubürger gewonnen. In diesen Streitereien ging es auch um Rechte an Ansprüchen von Neubürgern aus anderen Wüstungen.
Der Ort ist wie viele andere Orte im späten Mittelalter dem großen Wüstungsprozess zum Opfer gefallen. Es hat sich dabei wohl um einen schleichenden, langsamen Vorgang gehandelt. Dieser setzte in Düggeler vermutlich schon im 13. Jahrhundert ein. Über die Gründe für das Verlassen des Ortes gibt es unterschiedliche Theorien. Angedacht wird beispielsweise die Anziehungskraft der Stadt Brilon und das Bedürfnis der Bewohner, in befestigten Städten Schutz zu suchen.